# Ashes Tour 1974/75
Die Ashes Tour 1974/75 war die Tour der englischen Cricket-Nationalmannschaft, die die 48. Austragung der Ashes beinhaltete, und wurde zwischen dem 29. November 1974 und 13. Februar 1975 durchgeführt. Die Ashes Series 1974/75 selbst wurde in Form von sechs Testspielen zwischen Australien und England ausgetragen. Austragungsorte waren jeweils australische Stadien. Die Tour beinhaltete neben der Testserie eine Reihe weiterer Spiele zwischen den beiden Mannschaften im Winter 1974/75. Die Testserie wurde von Australien mit 4–1 gewonnen, die ebenfalls durchgeführte ODI-Serie mit einem durchgeführten Spiel wurde durch England mit 1–0 gewonnen.

## Vorgeschichte
Es war die erste Tour der beiden Mannschaften in dieser Saison.
Das letzte Aufeinandertreffen der beiden Mannschaften bei einer Tour fand in der Saison 1972 in England statt.

## Stadien
Die folgenden Stadien wurden für die Tour als Austragungsort vorgesehen.
| Stadion                  | Stadt     | Kapazität | Spiele                |
| ------------------------ | --------- | --------- | --------------------- |
| Adelaide Oval            | Adelaide  | 53.583    | 5. Test               |
| The Gabba                | Brisbane  | 42.000    | 1. Test               |
| Melbourne Cricket Ground | Melbourne | 100.024   | 3. & 6. Test & 1. ODI |
| WACA Ground              | Perth     | 20.000    | 2. Test               |
| Sydney Cricket Ground    | Sydney    | 48.000    | 4. Test               |

## Kaderlisten
Die folgenden Kader wurden von den Teams benannt.
| Test | Test | ODI | ODI |
| Australien | England | Australien | England |
| --- | --- | --- | --- |
| - Ian Chappell (K) - Greg Chappell - Geoff Dymock - Ross Edwards - Wally Edwards - Terry Jenner - Dennis Lillee - Ashley Mallett - Rod Marsh (wk) - Rick McCosker - Ian Redpath - Jeff Thomson - Max Walker - Doug Walters | - Mike Denness (K) - John Edrich (VK) - Dennis Amiss - Geoff Arnold - Colin Cowdrey - Keith Fletcher - Tony Greig - Mike Hendrick - Alan Knott (wk) - Peter Lever - David Lloyd - Brian Luckhurst - Chris Old - Fred Titmus - Derek Underwood - Bob Willis | - Ian Chappell (K) - Greg Chappell - Ross Edwards - Wally Edwards - Alan Hurst - Terry Jenner - Rod Marsh (wk) - Ian Redpath - Jeff Thomson - Max Walker - Doug Walters | - Mike Denness (K) - Dennis Amiss - Geoff Arnold - Keith Fletcher - Tony Greig - Alan Knott (wk) - Peter Lever - David Lloyd - Brian Luckhurst - Chris Old - Derek Underwood |

## Tests

### Erster Test in Brisbane
| 29. November – 4. Dezember Scorecard | Brisbane | Australien 309 (92.5) & 288-5d (85) | – | England 265 (80.5) & 166 (56.5) |
|                                      |          | Australien gewinnt mit 166 Runs     |   |                                 |

Australien gewann den Münzwurf und entschied sich als Schlagmannschaft zu beginnen.

### Zweiter Test in Perth
| 13. – 17. Dezember Scorecard | Perth | England 208 (65.3) & 293 (91.1)  | – | Australien 481 (108.3) & 23-1 (3.7) |
|                              |       | Australien gewinnt mit 9 Wickets |   |                                     |

Australien gewann den Münzwurf und entschied sich als Feldmannschaft zu beginnen.

### Dritter Test in Melbourne
| 26. – 31. Dezember Scorecard | Melbourne | England 242 (88.4) & 244 (69) | – | Australien 241 (92.5) & 238-8 (80) |
|                              |           | Remis                         |   |                                    |

Australien gewann den Münzwurf und entschied sich als Feldmannschaft zu beginnen.

### Vierter Test in Sydney
| 4. – 9. Januar Scorecard | Sydney | Australien 405 (89.7) & 289-4d (64.3) | – | England 295 (73.1) & 228 (79.5) |
|                          |        | Australien gewinnt mit 171 Runs       |   |                                 |

Australien gewann den Münzwurf und entschied sich als Schlagmannschaft zu beginnen.

### Fünfter Test in Adelaide
| 25. – 30. Januar Scorecard | Adelaide | Australien 304 (68.2) & 272-5d (66) | – | England 172 (46.5) & 241 (75) |
|                            |          | Australien gewinnt mit 163 Runs     |   |                               |

England gewann den Münzwurf und entschied sich als Feldmannschaft zu beginnen.

### Sechster Test in Melbourne
| 8. – 13. Februar Scorecard | Melbourne | Australien 152 (36.7) & 373 (106.7)          | – | England 529 (151.2) |
|                            |           | England gewinnt mit einem Innings und 4 Runs |   |                     |

Australien gewann den Münzwurf und entschied sich als Schlagmannschaft zu beginnen.

## One-Day International in Melbourne
| 1. Januar Scorecard | Melbourne | Australien 190 (34.5/40)      | – | England 191-7 (37.1/40) |
|                     |           | England gewinnt mit 3 Wickets |   |                         |

England gewann den Münzwurf und entschied sich als Feldmannschaft zu beginnen.